# Guerra russo-svedese (1554-1557)
La guerra russo-svedese del 1554-1557 è consistita in una serie di schermaglie che precedettero la guerra di Livonia del 1558-1583.

## Contesto
L'accesso svedese al commercio sul Mar Baltico era limitato dai possedimenti danesi e dalla mancanza di porti le cui acque non si congelassero durante l'inverno. Approfittando della decadenza dell'Ordine livoniano la Svezia dunque tentò di occupare la Livonia – in particolare le città di Kexholm, e Kaporye - ma l'intervento dello zar scatenò la guerra.

## La guerra
Nel marzo 1554 la Russia lanciò un attacco con circa 20 000 uomini contro il territorio finlandese. Sorprese, le truppe svedesi cercarono di resistere e in seguito, ottenuti rinforzi, attaccarono la fortezza di Šlissel'burg. L'assedio alla città portuale non ebbe successo e la Svezia chiese aiuto al ducato di Livonia ed alla Confederazione polacco-lituana.
Nel 1556 entrambe le parti, non avendo ottenuto risultati significativi, decisero di intavolare un negoziato di pace concludendo qualche mese dopo il trattato di Novgorod del marzo 1557.

## Conseguenze
Dopo aver annesso la Repubblica di Novgorod nel 1478 e quella di Pskov nel 1510, l'ascesa dell'influenza russa sulla regione baltica proseguiva senza sosta. Gli zar erano alla ricerca di uno sbocco sul Mar Baltico che gli permettesse di commerciare con l'Europa settentrionale. La decisione di Ivan il Terribile di costruire un porto fluviale sulla riva orientale del Narva non riuscì a risolvere il problema in quanto il suo corso non era adatto alla navigazione delle imbarcazioni pesanti.
Ciò porterà a crescenti attriti con il ducato di Livonia in breve tempo allo scoppio della guerra di Livonia.